# Lista de parques estaduais de Iowa
Lista dos parques estaduais do estado do Iowa, Estados Unidos.
- Ambrose A. Call State Park
- Backbone State Park
- Badger Creek State Park
- Beed's Lake State Park
- Bellevue State Park
- Big Creek State Park
- Black Hawk State Park
- Brushy Creek State Park
- Cedar Rock State Park
- Clear Lake State Park
- Dolliver Memorial State Park
- Elk Rock State Park
- Elinor Bedell State Park
- Fort Atkinson State Park
- Fort Defiance State Park
- Geode State Park
- George Wyth Memorial State Park
- Green Valley State Park
- Gull Point State Park
- Honey Creek State Park
- Lacy-Keosauqua State Park
- Lake Ahquabi State Park
- Lake Anita State Park
- Lake Darling State Park
- Lake Keomah State Park
- Lake MacBride State Park
- Lake Manawa State Park
- Ledges State Park
- Lewis and Clark State Park
- Maquoketa Caves State Park
- McIntosh Woods State Park
- Mines of Spain & E.B. Lyons State Park
- Nine Eagles State Park
- Okamanpedan State Park
- Palisades-Kepler State Park
- Pikes Peak State Park
- Pilot Knob State Park
- Pine Lake State Park
- Pleasant Creek State Park
- Prairie Rose State Park
- Preparation Canyon State Park
- Red Haw State Park
- Rice Lake State Park
- Rock Creek State Park
- Springbrook State Park
- Stephens State Forest
- Stone State Park
- Templar State Park
- Twin Lakes State Park
- Union Grove State Park
- Viking Lake State Park
- Volga River State Park
- Walnut Woods State Park
- Wanata State Park Buena
- Wapsipinicon State Park
- Waubonsie State Park
- Wildcat Den State Park
- Wilson Island State Park
- Yellow River State Forest